# Illes de la Magdalena
Les illes de la Magdalena (en anglès:Magdalen Islands, en francès:Îles de la Madeleine) formen un petit arxipèlag al Canadà dins el Golf de Sant Llorenç amb una superfície total de 205,53 km². Malgrat que les illes són més a prop de l'Illa del Príncep Eduard i de Nova Escòcia, les illes formen part del Quebec.
Les illes estan dividides en dos municipis: Les Îles-de-la-Madeleine (12.560 habitants en el cens del 2006) i Grosse-Île (amb 531 habitants).

## Geografia
Hi ha 8 illes principals: Havre-Aubert, Grande Entrée, Cap aux Meules, Grosse Île, Havre aux Maisons, Pointe-Aux-Loups, Île d'Entrée i Brion. Totes, excepte la darrera, estan habitades. Hi ha altres petites illes que formen part de l'arxipèlag: Rocher aux Oiseaux, Île aux Loups-marins, Île Paquet i Rocher du Corps Mort.

### Clima
A Cap aux Meules la temperatura mitjana anual és de 4,5 °C, el gener la mitjana és de -6,3 °C i l'agost de 16,9 °C. La precipitació mitjana anual de 987 litres amb el màxim a la tardor.

## Història
Jacques Cartier va ser el primer europeu a visitar aquestes illes, el 1534. Tanmateix els amerindis Micmacs ja les visitaven des de feia segles com a part de les seves fonts de subsistència probablement per caçar-hi morses.
El nom actual el va rebre l'any 1663 pel seigneur de l'illa, François Doublet, en honor de la seva esposa, Madeleine Fontaine.
El 1755 les illes estaven habitades pels acadians que eren francòfons i no van ser afectats per l'expulsió dels acadians feta pels britànics. El 1774 les illes es van integrar legalment al Quebec.

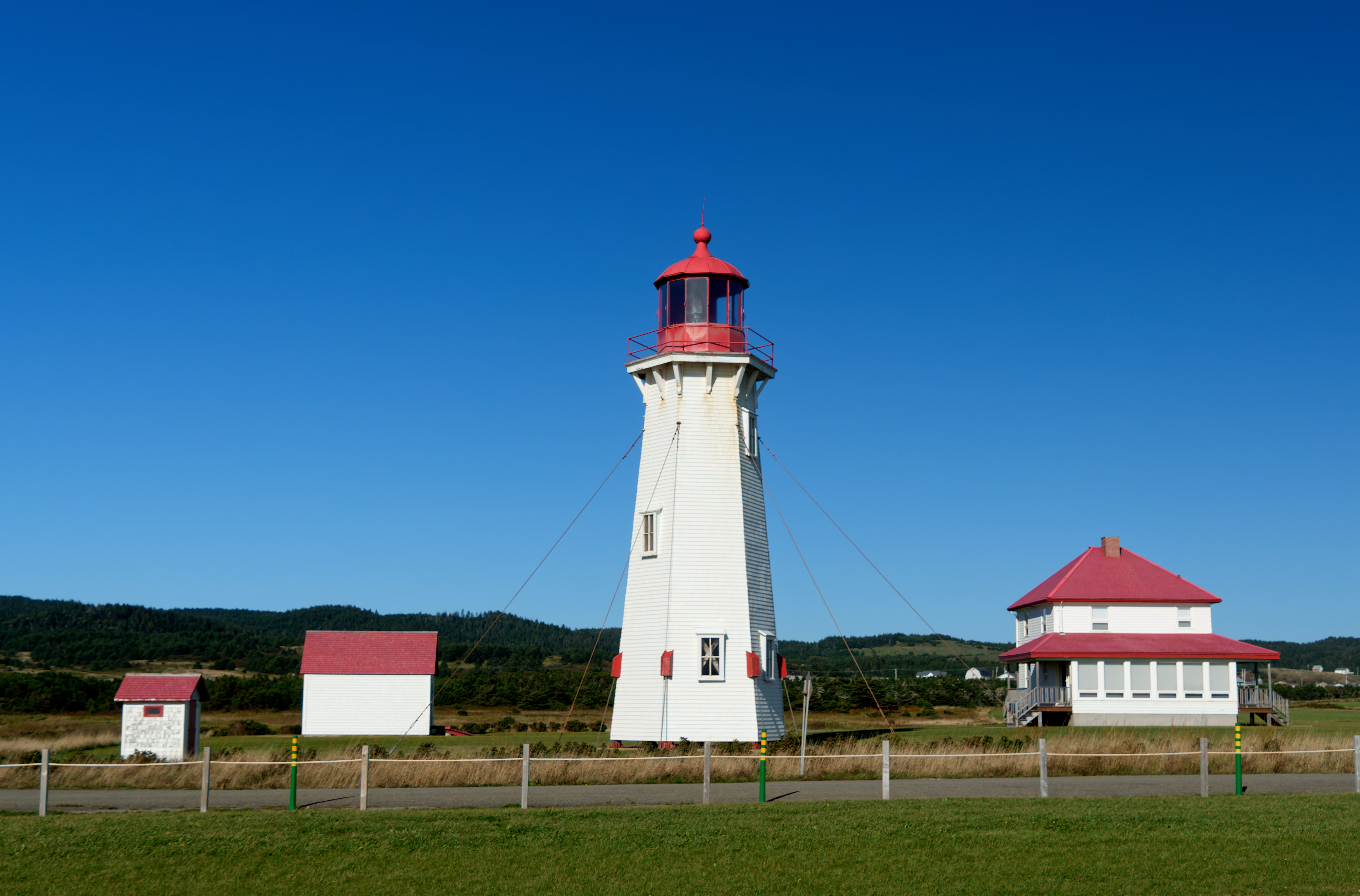
Un far a Anse-à-la-Cabane

Fins al segle XX les illes quedaven isolades completament durant l'hivern per la formació de gel al mar. Les poblacions de morses van ser completament eliminades per la sobrecaça ja durant el segle xviii.
Una part de la població actual són descendents del 400 naufragis que hi va haver a les illes.

## Turisme

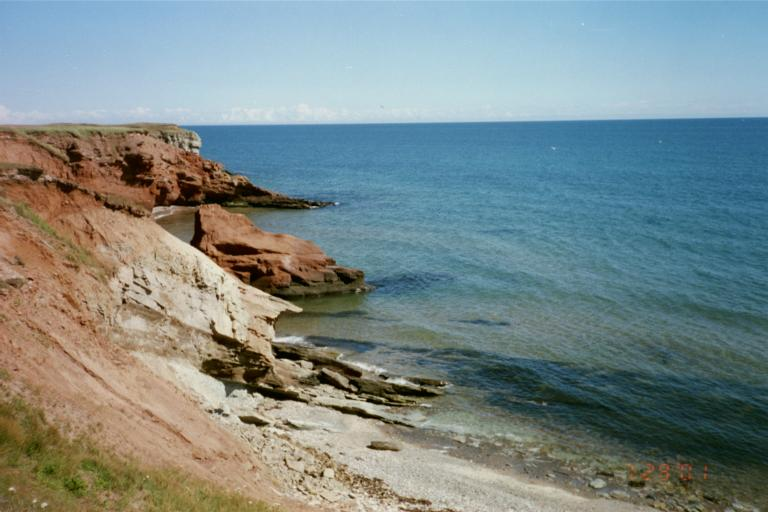
Penya-segats a Grosse Île

El turisme és una de les activitats econòmiques principals d'aquestes illes. Hi ha platges de sorra blanca i és un bon lloc per passejar amb bicicleta, fer caiac marí, windsurf i kitesurfing. Durant l'hivern es poden observar les cries de foca acabades de néixer sobre el gel al Golf de sant Llorenç.

## Indústria
Hi ha les Mines Seleine de la Canadian Salt Company que produeixen sals d'hivern per les carreteres del Canadà i els Estats Units.

## Transport
Hi ha un servei de ferri entre Souris, Illa del Príncep Eduard i Cap-aux-Meules. Estacionalment també hi ha un ferri amb Mont-real.
Hi ha un aeroport a Havre-aux-Maisons amb vols al Canadà.